# Philippe-Pierre-Henri Jarry
Pour les articles homonymes, voir Jarry.
Philippe-Pierre-Henri Jarry, né le 31 août 1748 à Saint-Pierre-sur-Dives, et mort le 5 juin 1817 à Hiéville, est un avocat et homme politique français.

## Biographie
Avocat consultant de Monsieur, frère du Roi, et homme de loi à Saint-Pierre-sur-Dives, fut élu, le 22 germinal an V, député du Calvados au Conseil des Cinq-Cents, par 364 voix (395 votants). Il ne s'y fit pas remarquer, et quitta l'assemblée en l'an VII. Il fut anobli par Louis XVIII par lettres patentes du 24 août 1816.

## Sources
- « Philippe-Pierre-Henri Jarry », dans Adolphe Robert et Gaston Cougny, Dictionnaire des parlementaires français, Edgar Bourloton, 1889-1891 [détail de l’édition]